# Mangora palenque
Mangora palenque là một loài nhện trong họ Araneidae.
Loài này thuộc chi Mangora. Mangora palenque được Herbert Walter Levi miêu tả năm 2007.